# Marquis de Alta Villa
José Ramiro de la Puente y Gonzalez-Nandin, marquis de Alta Villa (né le 28 avril 1845 à Reina del Bétis (Séville) et mort le 16 décembre 1909 à Madrid) est un écrivain, avocat, musicien, musicologue, journaliste, escrimeur, tireur sportif et éditeur de presse espagnol.
Grand d'Espagne, il fut grand-maître de la Maison royale de la reine Isabelle II.

## Biographie
José Ramiro de la Puente y Gonzalez-Nandin est né à Reina del Bétis, Séville, le 28 avril 1845 et mort le 16 décembre 1909 à Madrid.
Fils de Pedro de la Puente Apecechea (1819-1883), professeur de jurisprudence et lettres à l'université de Séville puis député et de Constanza Gonzalez y Nandin, il est l'époux de Pilar Cuevas y Bringas, longtemps dame d'honneur de la reine Isabelle II.

## Formation et carrière
Juriste en droit civil, administratif et canon, il devient avocat. Puis, il se consacre aux affaires des mines et des fonderies de cuivre. Pour les améliorations techniques proposées et leurs applications militaires lors des évènements de 1871, il est décoré de l'ordre de Charles III d'Espagne et du Mérite militaire de 2e classe.

### Homme de cour
Pendant sept ans (de 1875 à 1882), au service de la reine Isabelle II, il est son secrétaire particulier puis son majordome. Au cours de cette période, il s'intéresse à des sujets variés tels que l'amélioration des exploitations agricoles et de la chasse.
Le marquis de Alta Villa a séjourné en France. À la mort de la maréchale Davout, il acquiert le château de Savigny-sur-Orge où il reçoit en 1869, Isabelle II en exil. Il fréquente également l'hôtel Basilewski rebaptisé palais de Castille, situé avenue Kléber, propriété de la reine et point de ralliement de la colonie espagnole à Paris.
Avec la restauration des Bourbons en 1876, Isabelle II rentre en Espagne avec Don Ramiro, promu grand-maître de la Maison royale, au titre de marquis de Alta Villa. A l'issue d'un procès qui l'oppose en France à Manuel Godoy de Bassano, 3e prince de la paix (1828-1896), qui revendique ce titre que lui aurait transmis son épouse, Rosine Stoltz, Don Ramiro est autorisé à porter ce titre pontifical de marquis de Alta Villa Casale Monferrato del Piamonte, le 9 octobre 1880.

### Musicien, musicologue et homme de lettres
Il montre des talents précoces pour la musique qu'il perfectionne à Paris avec de grands maîtres comme Giovanni Lucantoni. Il apprend le chant avec la célèbre prima donna Anna de La Grange et Madame Ferrari (en).
En Espagne, lorsque les circonstances politiques lui rendent sa liberté, il entre au Conservatoire comme professeur puis crée une académie de chant à son domicile où il enseigne gratuitement pendant douze ans. Sur ordre du ministère, il visite le Conservatoire de Paris et le Conservatoire royal de Bruxelles afin de proposer un plan de réforme pour le Conservatoire de Madrid. Ses travaux lui ouvrent les portes de l'Académie royale des beaux-arts de San Fernando (Madrid) où il est élu académicien en 1901. On lui doit Metodo completo de Canto ainsi que de nombreux travaux sur la musique pour chants de salon, son domaine de prédilection.
Auparavant, en 1890, il était devenu sociétaire de l'Athénée scientifique, artistique et littéraire de Madrid.

### Journaliste et éditeur de journal
La liste des journaux dans lesquels il est collaborateur, rédacteur, critique littéraire ou musical, correspondant ou directeur est impressionnante. En France, il est correspondant de Gil Blas et de La Chasse illustrée. En Espagne, il collabore aux quotidiens madrilènes : El Liberal, El Heraldo de Madrid, El Resumen, El Parlamento, La Ilustración Española y Americana, El Dia, La Correspondencia de España, Blanco y Negro et fonde en 1894, l'hebdomadaire illustré El Cardo à Madrid qui prend le nom de "Arte et Sports" en 1903. En 1898, à l'occasion de la guerre hispano-américaine, il provoque en duel le sénateur américain (Illinois) William E. Mason par journal interposé.

## Homme de sports
Il connait une véritable renommée dans le domaine des armes à feu et obtient trois années consécutives le grand prix international de Paris.

Également fine lame, élève de Monsieur Manniez en France, il écrit la préface d'un traité d'escrime El Arte de la Esgrima de Claude Léon Broutin, en 1893.